# Jabugo
Jabugo er en by og kommune i det sydvestlige Spanien i provinsen Huelva. Den har et indbyggertal på 2.196 (2024) indbyggere.